# (4289) Biwako
(4289) Biwako est un astéroïde de la ceinture principale.

## Description
(4289) Biwako est un astéroïde de la ceinture principale. Il fut découvert le 29 octobre 1989 à Dynic par Atsushi Sugie. Il présente une orbite caractérisée par un demi-grand axe de 2,30 UA, une excentricité de 0,16 et une inclinaison de 5,5° par rapport à l'écliptique.

## Compléments